# 警視庁 (大韓帝国)
大韓帝国の警視庁（けいしちょう、朝鮮語: 경시청《キョンシチョン》）は、内部（内務省）に設けられた地方官庁である。

## 概要
大韓帝国では、1905年（光武9年）日本の警務顧問・丸山重俊により警察制度の近代化が図られた。「警視庁」はその一つで、当時の日本の警視庁を参考に、既存の警務庁を改組して1906年（光武10年）2月設置された。翌1907年7月警視庁に改称する。
東京の警視庁が東京府を管轄するように、大韓帝国の警視庁も漢城府（現ソウル特別市）を管轄した。（1908年1月から7月まで京畿道も管轄）
警視総監には日本人が、警視副監（副総監）には韓国人が任ぜられた。
1910年（隆熙4年）6月24日日本への警察権委託に関する覚書が締結されたことにより同月30日廃止となり、警視庁の業務は統監府警察官署（1910年7月1日設置）、韓国併合後は朝鮮総督府警察の「警務総監部」に引き継がれた。

## 組織
1909年（隆熙3年）時点
- 総監官房
  - 文書係、高等警察係、皇宮警察係、会計係
- 第一課
  - 警務係、消防係
- 第二課
  - 保安係、訊問係、衛生係

## 警察署
1909年（隆熙3年）時点
- 中部警察署
- 東部警察署
- 西部警察署
- 北部警察署
- 南部警察署
  - 銅峴警察分署
- 龍山警察署